# 중금속

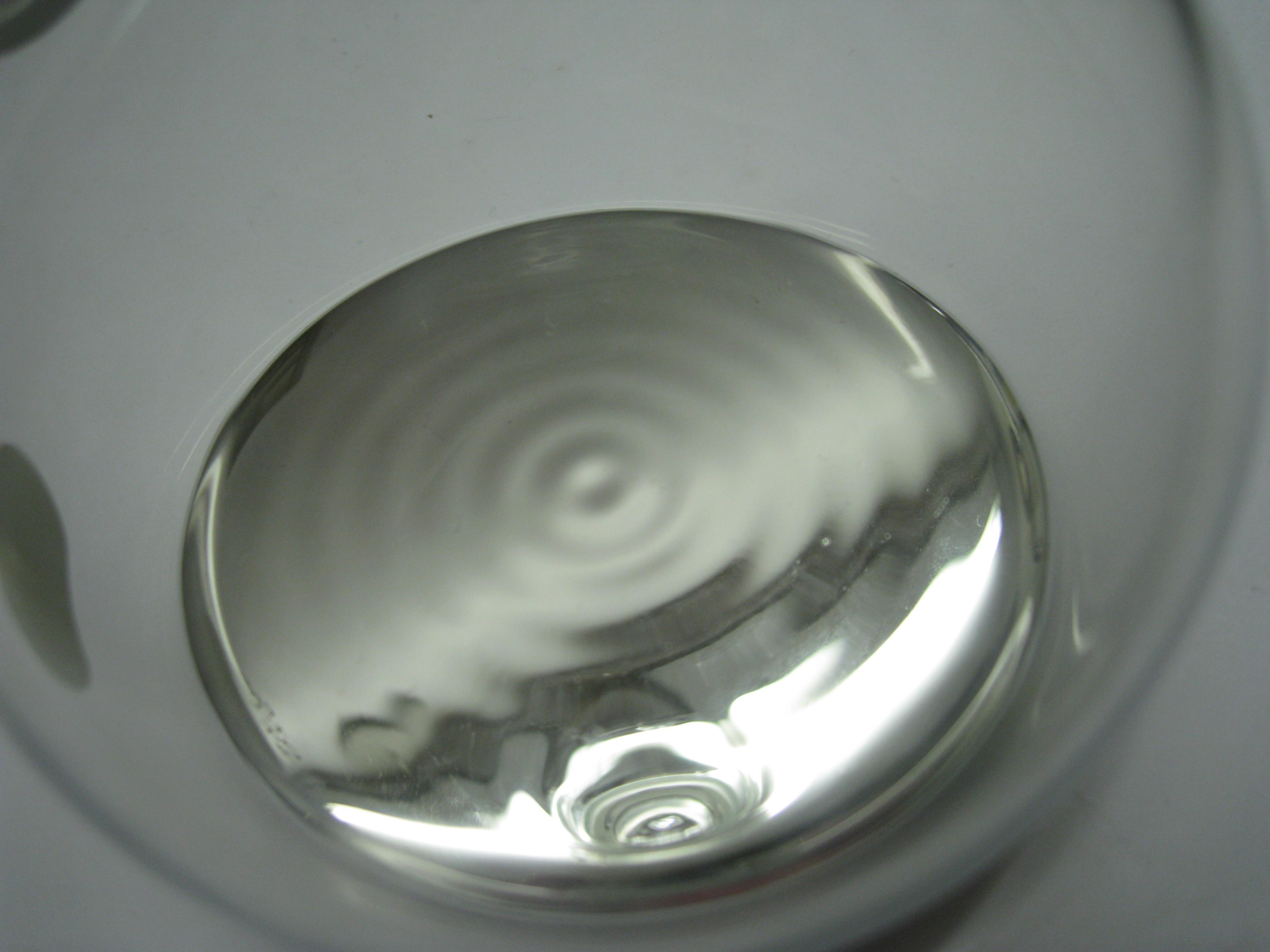
수은

중금속(重金屬)이란 용어는 여러 의미를 가지고 있다.
화학자들 사이에서 일반적으로 받아들여지는 정의에 따르면, 중금속은 주기율표에서 구리와 납 사이에 있는 원자 질량이 63.546에서 200.590 사이이고, 비중이 4보다 큰 원소 집합을 말한다.
중금속에 대한 좀 더 엄격한 정의는 중금속을 희토류 금속보다 무거운 금속으로 제한하여 정의하고 있다. 이러한 원소들 중 생물학적 체계에 필수적인 원소는 없다. 잘 알려진 비스무트나 금을 제외하고는 모두 치명적인 독성을 가지고 있다. 토륨과 우라늄은 종종 중금속에 포함되지만, 대개는 "방사성 금속"이란 표현으로 불린다.
의학적 사용에서 중금속의 정의는 더 불명확하며, "중금속 중독"에는 실제 중금속과 마찬가지로, 철, 망간, 알루미늄, 베릴륨(두 번째로 가벼운 금속) 등에 대한 중독도 포함된다.
또한 수은과, 예를 들어 우라늄, 플루토늄 같은 악티늄족 사이의 원소를 종종 중금속이라고 하기도 한다. 그러한 의미로 원자력 발전에서 tHM은 1톤의 중금속(tons of heavy metal)을 의미한다.

## 오염
중금속 오염은 철보다 무거운 중금속이 인간의 활동 때문에 환경으로 배출되면서 생겨나는 오염으로, 오염을 일으키는 물질로는 수은(Hg), 카드뮴(Cd), 납(Pb), 아연(Zn), 구리(Cu) 등을 들 수 있다.  중금속 오염의 대표적인 피해 사례로는 미나마타병과 이타이이타이병을 들 수 있다. 미나마타병은 공장에서 배출한 수은에 중독된 물고기를 여러 해 동안 먹은 사람들에게 나타난 병으로, 말초신경 마비·운동신경 마비·시신경 마비·보행곤란과 같은 증상이 나타난다. 이타이이타이병은 광산에서 흘러나온 카드뮴이 먼저 농작물에 쌓이고 이것을 먹은 사람들에게 나타난 병으로, 피로, 설사, 체중 감소, 칼슘 배출로 인해 뼈의 연화, 보행장애, 호흡곤란과 같은 증상이 나탄다. 중금속으로 인한 피해는 대개 만성적이기 때문에 정확한 원인 규명이 어려우며, 피해가 오랫동안 나타나므로 많은 주의를 기울여야 한다.

## 같이 보기
- 경금속
- 비철금속
- 희토류 금속